# Міхаель Маррак
Майкл Маррак (1965 , Вайкерсгайм, Баден-Вюртемберг ) — німецький письменник і графічний дизайнер. Його літературна робота  включає в себе такі жанри як наукова фантастика, фентезі, жахи, гротеск  та фантастична література. Він, серед іншого, неодноразово був удостоєний премії Курда Лассвіца та німецької премії в галузі наукової фантастики.